# سیرا د لا لاگونا
سیرا د لا لاگونا (به اسپانیایی: Sierra La Laguna) یک کوه در مکزیک است که در باخا کالیفرنیا سور واقع شده‌است. سیرا د لا لاگونا ۲٬۰۹۰٫۰۴ متر بالاتر از سطح دریا واقع شده‌است.